# Sekundärluftsystem
Das Sekundärluftsystem (kurz SLS) wird bei Ottomotoren nach einem Kaltstart aktiviert, um die Abgasbestandteile HC und CO in der Warmlaufphase zu minimieren. Es besteht im Wesentlichen aus der Sekundärluftpumpe und dem Sekundärluftventil. Das Gebläse fördert Umgebungsluft, die unter Umgehung des Motors durch das Ventil in den Abgastrakt eingeblasen wird. Dort reagiert die Luft exotherm mit unverbrannten Abgasbestandteilen (thermische Nachverbrennung), wodurch der Katalysator unterstützt wird, auf Betriebstemperatur zu kommen. Je nach Position des Katalysators erfolgt die Lufteinblasung kurz hinter den Auslassventilen bis kurz vor dem Katalysator.

## Wirkungsweise
Um während des Warmlaufs einen „runden“ Motorlauf zu garantieren und im Bedarfsfall ausreichend Leistung ohne Aussetzer zu garantieren, erfolgt bis zum Erreichen der Betriebstemperatur die Gemischeinstellung noch mit Kraftstoffüberschuss, das heißt unterstöchiometrisch. Das hat u. a. zur Folge, dass ein Teil der Kohlenwasserstoffe des Kraftstoffs unverbrannt den Brennraum verlässt und so an die Umgebung gelangen könnte. Ein anderer Teil verbrennt unvollständig zu giftigem Kohlenmonoxid.

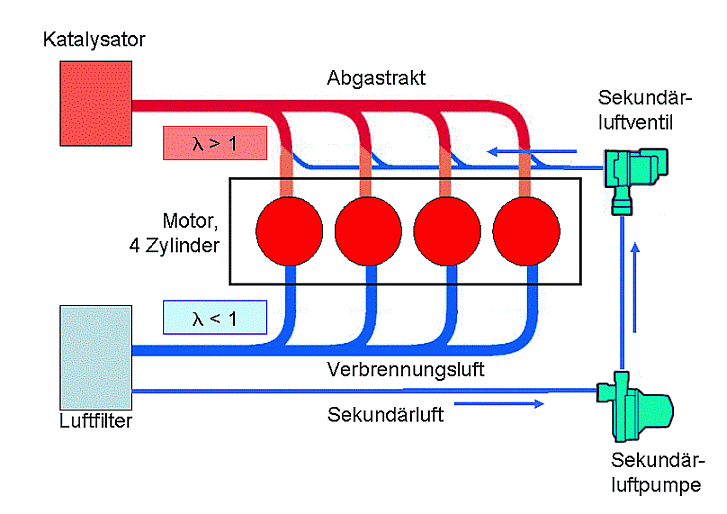
Schematische Darstellung des Gesamtsystems „Sekundärluft“

Normalerweise würden sowohl Kohlenwasserstoffe (HC) als auch Kohlenmonoxid (CO) im Katalysator oxidiert und unschädlich gemacht. In der Phase des Motorwarmlaufs ist jedoch der Katalysator selbst noch nicht betriebsbereit. Außerdem fehlt bei fetter Gemischeinstellung der Sauerstoff im Abgas, um eine Oxidation einzuleiten. Der Luftsauerstoff zur Nachverbrennung kann also nicht durch das Gemisch selbst zur Verfügung gestellt werden, sondern muss von außen zugeführt werden.
Der Vorgang der Sekundärlufteinblasung erfolgt in der Regel zeitgesteuert. Der Katalysator ist in wenigen Sekunden nach Kaltstart betriebsbereit, so dass dann auch die Sekundärlufteinblasung gestoppt werden kann. Das Gemisch wird ab dann stöchiometrisch eingestellt und auf λ=1 geregelt.
In der Vergangenheit wurden mechanische Pumpen für die Sekundärlufteinblasung verwendet, die vom Motor angetrieben waren. Mittlerweile werden ausschließlich elektrisch angetriebene Luftpumpen eingesetzt. Die Pumpe entnimmt die zu fördernde Luft dem Filtergehäuse und fördert sie zu dem Sekundärluftventil. Die Förderung erfolgt kontinuierlich, eine an die Frequenz des Ladungswechsels adaptierte diskontinuierliche Förderung bringt keine Vorteile.
Die Pumpe wird mit konstanter elektrischer Spannung betrieben. Das Luftverhältnis im Abgassystem stellt sich als zufälliges Ergebnis der ungeregelten Lufteinblasung und des innermotorischen Luftverhältnisses ein. In den meisten Fällen erfolgt die Lufteinblasung parallel in alle Auslasskanäle, also relativ weit entfernt vom Katalysator. Das Ventil öffnet entweder den Luftpfad für die einzublasende Sekundärluft oder sperrt den Luftpfad ab, um Rückströmen von Abgas in die Luftleitung zu verhindern. Manche Systeme werden durch Sensorik zur Diagnose ergänzt.
Wurde in der Vergangenheit das Ventil ausschließlich pneumatisch durch das Wechselspiel von Unter- bzw. Überdruck angesteuert, wird seit einigen Jahren auch eine elektromagnetische Betätigung eingesetzt. Die Vorteile liegen in der höheren Geschwindigkeit beim Öffnen und Schließen und im geringeren Bauraumbedarf.
Häufig werden auch passive SLS („PAIRC“) eingesetzt, welche unter Ausnutzung von Unterdruckphasen im Abgasstrom ohne Pumpe auskommen.

## Vorteile
- Durch die exotherme Reaktion des Abgases mit dem zusätzlichen Luftsauerstoff erreicht der Katalysator nach dem Kaltstart schneller seine Betriebsbereitschaft.
- Durch die fette Gemischeinstellung ist die Bildung von Stickoxiden nahezu ausgeschlossen.
- Die fette Gemischeinstellung sorgt für einen runden Motorlauf nach dem Kaltstart.
- Die Emission von limitierten Schadstoffen während eines Abgasmesszyklus, für die die ersten Sekunden nach Kaltstart entscheidend sind, wird deutlich reduziert.
- Durch das schnellere Erreichen der Betriebstemperatur kann der Katalysator unter Umständen in größerem Abstand zum Auslasskanal eingebaut werden, um seine Standzeit zu erhöhen.

## Weitere Aspekte
- Der Betrieb der Sekundärluftpumpe kann nur eingeschränkt auf verschiedene Anfahrsituationen während des Warmlaufs angepasst werden.
- Bei direkt einspritzenden Ottomotoren ist auch ein Aufheizen des Katalysators durch Nacheinspritzungen möglich, sodass in solchen Systemen meist keine Sekundärluftsysteme verbaut sind.